# Dieter Erler
Dieter Erler (* 28. Mai 1939 in Glauchau; † 10. April 1998 in Chemnitz) war Fußballspieler in der DDR. In der höchsten Spielklasse des DDR-Fußballs, der Oberliga, spielte er für den SC Wismut Karl-Marx-Stadt und den SC/FC Karl-Marx-Stadt. Er wurde zweimal DDR-Fußballmeister und war 47-facher Nationalspieler für den DFV. 1967 wurde er als Fußballer des Jahres ausgezeichnet.

## Oberligaspieler
Erler begann 1953 bei der BSG Chemie Glauchau mit dem Fußballspielen und spielte dort bis 1957. Bereits mit 17 Jahren absolvierte er mit der Männermannschaft Spiele in der zweitklassigen 1. Liga. Nachdem er eine Lehre zum Kessel- und Behälterbauer abgeschlossen hatte, wechselte zur Saison 1957 zur BSG Wismut Gera, bevor er sich nach zwei Spielzeiten zu Beginn des Jahres 1959 dem Oberligisten SC Wismut Karl-Marx-Stadt anschloss. Sein erstes Oberligaspiel für Aue absolvierte der 1,77 Meter große Erler am 1. März 1959 bei dem im Leipziger Zentralstadion unter Flutlicht ausgetragenen Heimspiel gegen Lok Stendal, wo er beim 2:0-Sieg als rechter Halbstürmer aufgeboten wurde. Am Ende der Saison hatte der SC Wismut die Meisterschaft gewonnen, Erler war bei allen 26 Meisterschaftsspielen eingesetzt worden. Als nach Abschluss der Saison 1962/63 der SC Wismut aufgelöst und dessen Fußballabteilung zu der zweitrangigen Betriebssportgemeinschaft Wismut Aue herabgestuft wurde, verließ Erler nach 112 Oberligaspielen mit 36 Toren Aue und schloss sich dem neuen regionalen Fußballschwerpunkt SC Karl-Marx-Stadt an.

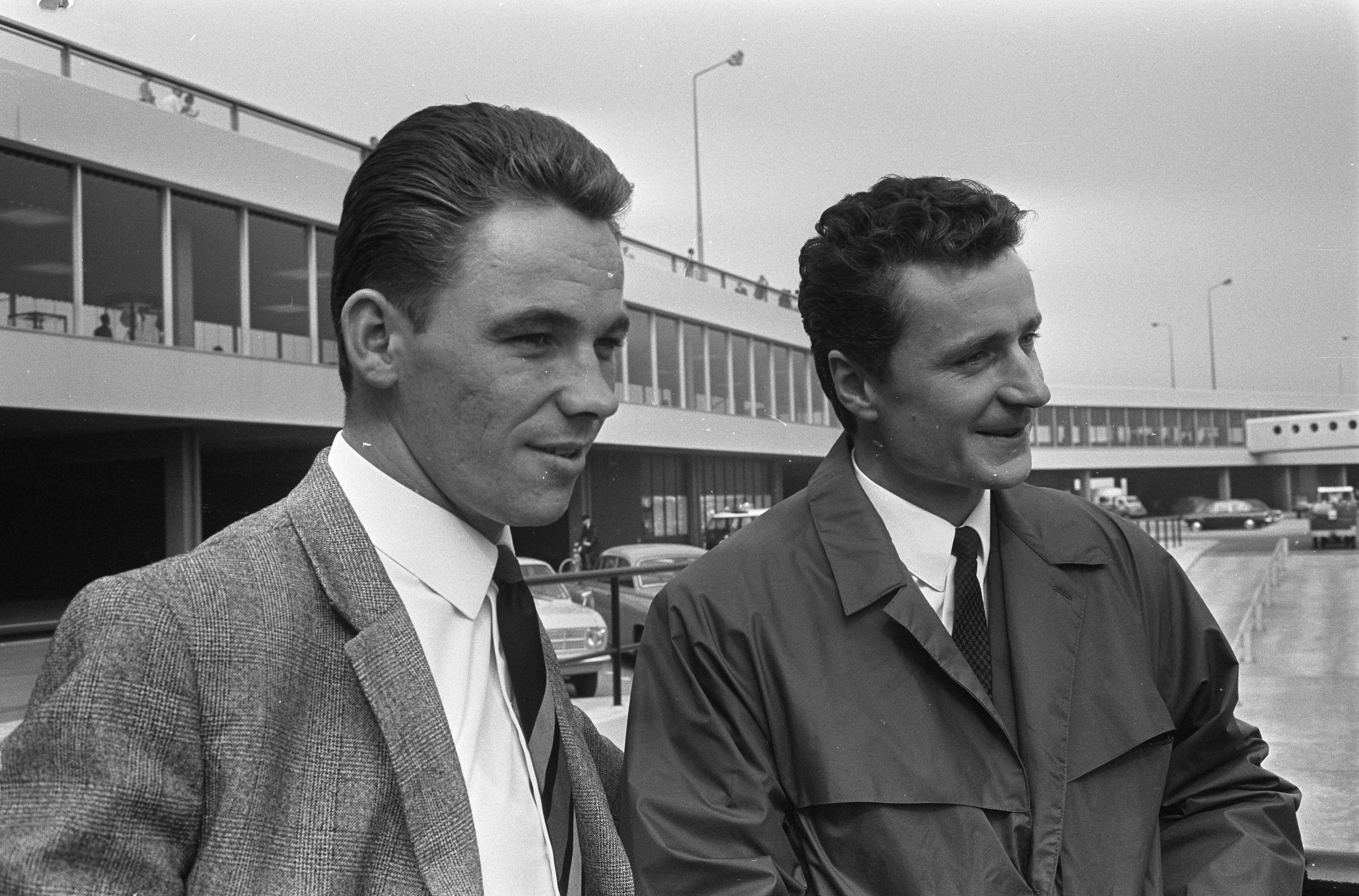
Henning Frenzel und Dieter Erler im Jahr 1967

Erler wurde sofort vom ersten Spieltag an nun als Mittelfeldregisseur für den SC Karl-Marx-Stadt in der Oberliga eingesetzt und absolvierte anschließend sämtliche Punktspiele der Saison 1963/64. Im Jahr 1966 erlebte er mit seiner Mannschaft die Umbildung zum reinen Fußballclub, dem FC Karl-Marx-Stadt, und wurde mit diesem 1967 überraschend und überlegen DDR-Meister. Als Mannschaftskapitän mit 21 Punktspieleinsätzen und fünf Toren hatte er den Erfolg maßgeblich mitgetragen. 1970 musste er mit dem FCK nach einem vorletzten Tabellenplatz aus der Oberliga absteigen und anschließend ein Jahr in der zweitklassigen DDR-Liga verbringen. Dort absolvierte er alle 30 Punktspiele und war so entscheidend am sofortigen Wiederaufstieg beteiligt. Inzwischen 32 Jahre alt, spielte Erler noch die Oberligasaison 1971/72 mit 25 Einsätzen durch und beendete danach seine Laufbahn als aktiver Fußballspieler. In Karl-Marx-Stadt hatte er 178 Oberligaspiele absolviert, sodass er zusammen mit seiner Zeit in Aue auf insgesamt 290 Erstligaeinsätze kam. Mit seinen 18 Toren für den FCK erhöhte er seine Gesamttrefferzahl auf 54.

## Internationale Einsätze

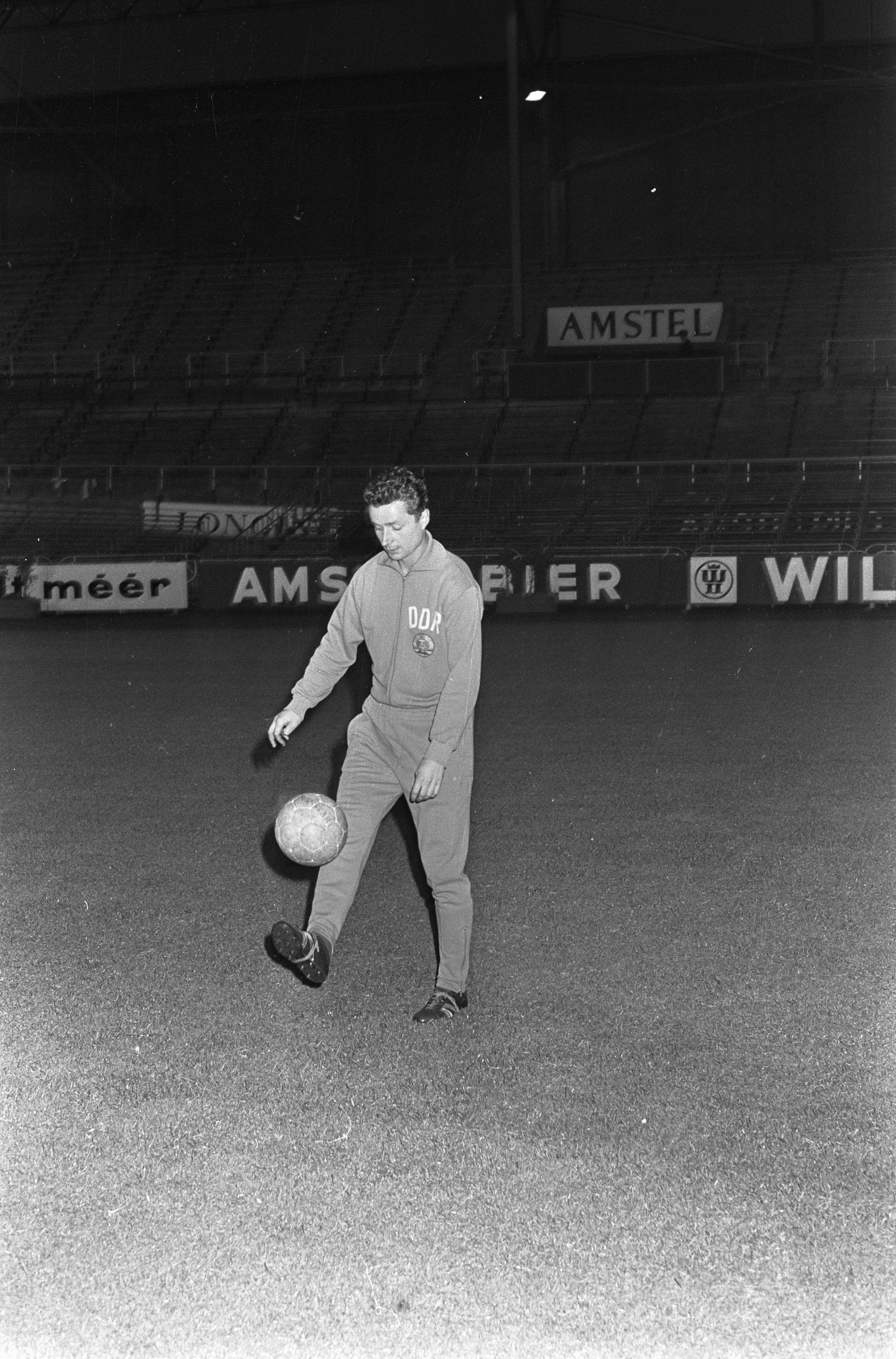
Dieter Erler im September 1967 im Olympiastadion Amsterdam in den Farben der DDR

Bereits als Glauchauer Spieler kam Erler zu ersten Auswahlehren. Am 13. Oktober 1956 bestritt er sein erstes Länderspiele mit der DDR-Juniorennationalmannschaft, in der der spätere Wismut-Gera-Akteur bis 1957 insgesamt in sechs offiziellen Länderspielen eingesetzt wurde. Zwischen 1958 und 1960 absolvierte er vier Länderspiele mit der Nachwuchsnationalmannschaft. Im Mai 1959 spielte er mit der B-Nationalelf gegen die B-Auswahl Ungarns (1:3). In der DFV-Olympiaauswahl war Erler insgesamt fünfmal in den Qualifikationsspielen für Rom und Mexiko-Stadt am Ball, konnte sich mit dem ostdeutschen Team aber weder 1960 noch 1968 für das olympische Fußballturnier qualifizieren. Für Tokio gehörte er nicht zum Olympiaelfkader, der sich in Japan unter gesamtdeutscher Flagge die Bronzemedaille sicherte.
Knapp zwei Monate später, am 28. Juni 1959, stand er im Qualifikationsspiel zur Europameisterschaft in Porto gegen Portugal (2:3) zum ersten Mal in der A-Nationalmannschaft. Anschließend wurde er in allen folgenden 24 A-Länderspielen eingesetzt, sein letztes und 47. Spiel – oder nach FIFA-Lesart 45 Partien – mit der A-Nationalmannschaft bestritt er auf einer Südamerikatournee am 2. Februar 1968 in Santiago de Chile gegen die Tschechoslowakei (2:2). Dieses Spiel verlief für Erler, zu dieser Zeit Kapitän der Nationalmannschaft, unter unglücklichen Umständen. Nach einem Foulspiel wurde er vom Schiedsrichter des Feldes verwiesen, anschließend teilte ihm Nationaltrainer Harald Seeger mit, dass er als Kapitän abgelöst sei. Da Erler ohnehin mit Seeger Schwierigkeiten hatte, erklärte er daraufhin seinen Rücktritt aus der Nationalmannschaft, für die er auch 12 Tore erzielt hatte. Nach zeitgenössischen Angaben der Fußballzeitung fuwo wurde Erler jedoch "wegen grober Vergehen, die eines Leistungssportlers unwürdig sind", von der Rechtskommission des Verbandes DFV aus der Nationalmannschaft ausgeschlossen und als FCK-Kapitän abgesetzt.
Als zweimaliger Fußballmeister hatte Erler auch Gelegenheit, in den Spielen des SC Wismut und des FCK im Europapokal der Landesmeister mitzuwirken. In der Pokalsaison 1960/61 bestritt Erler die drei Spiele gegen den österreichischen Meister Rapid Wien (1:3, 2:0, 0:1). Auch der FC Karl-Marx-Stadt überstand im Meisterschaftspokal 1967/68 nur eine Runde. Erler bestritt auch diese beiden Spiele gegen Belgiens Meister RSC Anderlecht (1:3, 1:2).

## Nach dem Leistungssport
Nachdem Erler als aktiver Fußballspieler beim FC Karl-Marx-Stadt ausgeschieden war, setzte ihn der Klub als Talentespäher und Nachwuchstrainer ein. Erler hatte bereits in den 1960er-Jahren an der Leipziger Sporthochschule DHfK das Sportlehrerdiplom erworben. Von Januar bis Ende August 1975 war er Cheftrainer der FCK-Oberligamannschaft. Nach drei Niederlagen zum Auftakt der Saison 1975/76 wurde Erler als Coach abberufen. Später wirkte er bis 1988 als Assistenztrainer der 1. Mannschaft. Nach der Wende von 1989/90 musste sich Erler beruflich neu orientieren und nahm eine Tätigkeit bei der AOK Chemnitz auf. Beim Chemnitzer FC, Nachfolger des FCK, war er weiterhin ehrenamtlich im Nachwuchsbereich tätig. 1997 musste sich Erler einer Herzoperation unterziehen. Im Alter von 59 Jahren starb er an den Folgen eines Herzinfarktes.

## Ehrungen
Bei einer durch die Zeitung Deutsches Sportecho durchgeführten Trainerumfrage zum Abschluss der Spielzeit 1962/63 wurde Erler als bester halbrechter Stürmer genannt.
Im Jahr 1967 wurde er von Sportredaktionen der DDR-Medien zum Fußballer des Jahres gewählt.
Der Chemnitzer FC ernannte Erler 1993 zum Ehrenmitglied des Klubs.
DDR-Nationaltrainer Károly Sós über Dieter Erler: „Er hat alles: Ideen, Technik, Torgespür, Schlitzohrigkeit, auch Härte. Ich denke schon, dass es Mitte der sechziger Jahre nicht viele Spieler in Europa gab, die besser Regie führten als Erler.“ (nach Horn/Weise, Lexikon des DDR-Fußballs)